# Trichogonia chodatii
Trichogonia chodatii là một loài thực vật có hoa trong họ Cúc. Loài này được (Hassl.) R.M.King & H.Rob. miêu tả khoa học đầu tiên năm 1972.